# Notozomus maurophila
Espèce
Notozomus maurophila est une espèce de schizomides de la famille des Hubbardiidae.

## Distribution
Cette espèce est endémique du Queensland en Australie,. Elle se rencontre sur le mont Black près de Kuranda.

## Description
Le mâle holotype mesure 3,58 mm.

## Publication originale
- Harvey, 2000 : A review of the Australian schizomid genus Notozomus (Hubbardiidae). Memoirs of the Queensland Museum, vol. 46, no 1, p. 161-174 (texte intégral).